# Eleições parlamentares na Moldávia em abril de 2009
As eleições parlamentares moldavas de abril de 2009 foram realizadas no dia 5.

## Resultados
A Comissão Eleitoral Central (CEC) do país anunciou os resultados que confirmam a vitória dos comunistas, mas não dão ao partido o controle absoluto do Legislativo. O Partido dos Comunistas da Moldávia obteve 49,48% dos votos. Além disso, conquistaram cadeiras no Parlamento moldávio três legendas de oposição: o Partido Liberal (13,14% dos votos), o Partido Democrático Liberal (12,43%) e a aliança Nossa Moldávia (9,77%).
De acordo com o resultado final, o PC obteve 60 dos 101 assentos na nova Câmara, quando precisaria de 61 (três quintos) para poder formar sozinho o Governo e escolher o presidente do país. A oposição, por sua vez, conquistou 41 cadeiras, o que permite que bloqueie a formação do Executivo e a escolha do chefe de Estado ou impor suas condições aos comunistas em troca de apoio.
Participaram do pleito mais de 1,5 milhão de eleitores, 59,5% do censo. Os resultados da votação no exterior foram os responsáveis por reduzir o percentual obtido pelos comunistas, estimado inicialmente em 50%, e aumentaram as posições do Partido Liberal.

## Acusação de fraude
O prefeito da capital, Dorin Chirtoaca, que é do Partido Liberal, de oposição, afirmou que as eleições de domingo "foram fraudulentas". A oposição pediu a recontagem dos votos, mas o governo rejeitou o pedido. Um relatório da Organização para a Segurança e Cooperação na Europa (OSCE) a respeito da eleição fez uma avaliação positiva do pleito, porém uma integrante britânica da equipe da OSCE questionou a conclusão. A baronesa Emma Nicholson afirmou que achou "difícil sancionar a declaração" do chefe da OSCE. "O problema é que era um relatório da OSCE, e na OSCE estão, claro, os russos. E a visão deles é bem diferente, por exemplo, da minha", afirmou. Contou também que ela e outros observadores tiveram "uma sensação muito, muito forte" de que ocorreu alguma manipulação, "mas não conseguimos encontrar nenhuma prova".

### Recontagem
O presidente ordenou a recontagem dos votos, no dia 10. "A recontagem é um argumento importante para manter a estabilidade, a paz e a confiança mútua", disse ele.

## Reação
Foi informado que a CEC decidiu permitir aos partidos de oposição verificar as listas de eleitores e os protocolos da apuração dos votos, como resposta às denúncias de fraude. A oposição moldávia informou que entregou à CEC supostas evidências de fraude no pleito, cujos resultados motivaram graves distúrbios na capital, Chisinau, no dia 7 de abril. "Entregamos à Comissão um dossiê com casos documentados de irregularidades, e eles prometeram estudá-los sem demora", disse à imprensa o prefeito da capital e dirigente do Partido Liberal.

### Acusação à Romênia
O presidente do país Vladimir Voronin, acusou a Romênia de estar por trás dos tumultos, os quais qualificou de tentativa de golpe de estado, estabeleceu um regime de vistos com o país vizinho e declarou persona non grata o embaixador romeno em Chişinău, dando-o ordens para que deixasse o país. "Sabemos que certas forças políticas na Romênia estão por trás desses confrontos. As bandeiras romenas colocadas nos prédios do governo em Chisinau são prova disso", disse ele. O Ministério do Exterior da Rússia afirmou que existe um plano que visa prejudicar a "soberania da Moldávia". O presidente moldávio anunciou que os cidadãos romenos só poderão entrar no país com visto. Já o Governo romeno afirma que não deve tomar a mesma medida a respeito dos cidadãos moldávios.
Os manifestantes, milhares de jovens tomaram o centro e invadiram o Parlamento na capital, tendo de enfrentar a Polícia, com um saldo de 270 feridos dos dois lados, carregando bandeiras romenas e gritavam frases em favor da reunificação da Moldávia com a Romênia.

#### Resposta romena
As autoridades romenas qualificaram de "provocação" as acusações do Governo moldávio e criticaram a ordem de expulsão de seu embaixador no país. Em comunicado oficial, o Ministério de Assuntos Exteriores da Romênia considera uma "provocação" as acusações do Governo da Moldávia e tacha de "aberrantes" as restrições impostas à entrada de cidadãos romenos no país. Em tom firme, a Chancelaria romena afirma que é "inaceitável que o Governo comunista de Chişinău torne a Romênia e seus cidadãos responsáveis pelos problemas internos da Moldávia".

#### Pedidos de calma e oposição
O secretário-geral da Organização das Nações Unidas Ban Ki-Moon, pediu calma e o responsável pela área de política externa da União Europeia, Javier Solana, afirmou que a violência contra prédios do governo é "inaceitável". Na manhã de 8 de abril, um dia após os protestos, as ruas de Chişinău estavam silenciosas. A polícia retomou o controle do Parlamento. Os líderes de oposição afirmaram que as manifestações vão continuar. Vlad Filat, líder do Partido Liberal Democrata, disse que os protestos foram "uma ação espontânea dos jovens". Filat afirmou que a oposição tentou evitar excessos como os ataques ao Parlamento, e acrescentou que a oposição do país "não tem medo de prisões ou intimidações. As pessoas não querem viver assim, querem viver livres e sem medo".

## Nova eleição
Um novo pleito foi marcado para 29 de julho, para que houvesse um acordo entre a oposição e os governistas.